# プロポジション
PROPOSITION（プロポジション）は、株式会社タプコムが開発、販売する、Windows版対応のDTPソフトである。
プロポジションは、タイトル・文書・イメージ・イラストなどを直観的に配置できることを特徴とする。また、同社バリアブル印刷ソフト、マルチプリント・インと相互関係にあり、プロポジションでレイアウトし、マルチプリント・インでバリアブル印刷を行うというレイアウトソフトとバリアブルソフトが連動する製品である。2016年4月に、バージョンアップを行い、最新版は、windows 10に対応したプロポジションVer5.0である。

## 履歴
- プロポジション Ver1.0 2000年4月　発売

DTPを簡単で誰でもが利用できることを目的とし、開発。
- プロポジション Ver2.1 2002年11月　発売

JPGに対応し、ダウンロード部品やテンプレートを充実。
- プロポジション Ver3.0 2005年6月　発売

一発見出し・タイトル作成やデジカメ・インターなどの機能を搭載。
- プロポジション Ver4.0 2009年8月　発売

デザインエクスチェンジ社より、イラスト3000点をライセンス購入。業種別素材集を収録。
長尺対応、バリアブルソフトマルチプリント・インに対応
- プロポジション Ver5.0 2016年4月　発売

Windows 10に対応。使用許諾コード発行のweb化による即時発行システムを構築。マルチプリント・インにあわせたバージョンアップ。

## 特徴
1. 用途に合わせて色分けされたツールバー　操作とサポートのために、ツールバーを色分けしている
2. パーツライブラリ　ドラッグ＆ドロップで利用できるパーツだが、登録も簡単で、オリジナルを作ることができる。
3. 一発見出し文字・タイトル作成　見出しなどのフチ文字を作成。通常のテキストと同様に作成できる。
4. 厳選素材集　株式会社デザインエクスチェンジと提携し、タプコムオリジナルの＜厳選素材集＞を搭載。季節のイラストはもちろん、業種別に分かれたイラスト約2500点と、写真・背景素材500点を収録。
5. デジカメインター　フォルダ内のイメージを、パーツライブラリバーに一括表示。
6. レイアウトボックス　写真の縦横比を保ったままボックスの大きさに自動リサイズする機能。
7. レイヤ毎に表示・出力管理　文字や写真をレイヤ別に配置することが可能。
8. オフセット印刷に強い　ポストスクリプトに対応しているので、印刷・出版用の原稿作成としても利用可能。

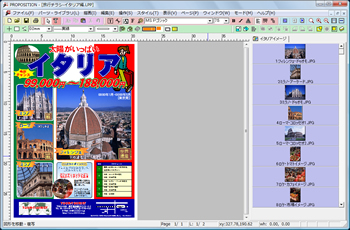
チラシ作成画面
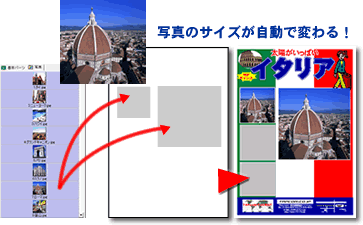
レイアウトボックス機能
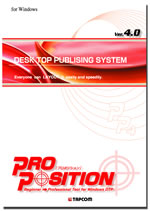
パッケージ